# Pilogalumna crassiclava
Pilogalumna crassiclava är en kvalsterart som först beskrevs av Berlese 1914.  Pilogalumna crassiclava ingår i släktet Pilogalumna och familjen Galumnidae.

## Underarter
Arten delas in i följande underarter:
- P. c. crassiclava
- P. c. longiareata
- P. c. montana